# Deborah Schnabel

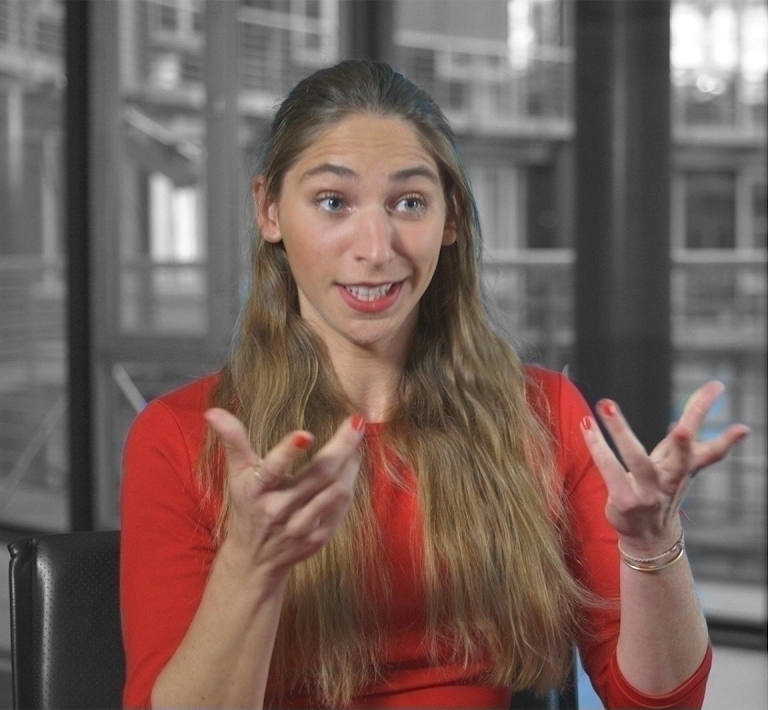
Deborah Schnabel (2017)

Deborah Schnabel (* 1985 in Frankfurt am Main) ist eine deutsche Psychologin, Bildungsforscherin und Direktorin der Bildungsstätte Anne Frank.

## Leben und Wirken
Deborah Schnabel studierte von 2009 bis 2012 Psychologie mit Schwerpunkt Markt-, Medien- und Werbepsychologie. Nach ihrem Masterabschluss begann sie 2012 ihre Arbeit im interkulturellen Bereich, indem sie Expats durch Training, Coaching und psychologische Diagnostik unterstützte. Parallel leitete sie ein Projekt zu interkultureller Bildung im digitalen Raum. 2015 promovierte sie an der Eberhard Karls Universität Tübingen mit einer Arbeit zur Messung und Entwicklung interkultureller Kompetenzen in verschiedenen Ländern und Sprachen. Im selben Jahr gründete sie ein Startup, das sich auf digitale Bildung spezialisierte.
Von 2014 bis 2020 war sie zunächst als wissenschaftliche Mitarbeiterin, dann als Professorin für Angewandte Psychologie tätig. Seit 2020 ist sie in leitenden Positionen an der Bildungsstätte Anne Frank beschäftigt, zunächst als stellvertretende Direktorin und seit 2022 als Direktorin. In dieser Funktion entwickelt sie Ansätze für antisemitismus- und rassismuskritische Bildungsarbeit im digitalen Raum.
Ihr wissenschaftliches und praktisches Werk fokussiert sich auf interkulturelles Zusammenleben, jüdisch-muslimisches Zusammenleben, Radikalisierung und Rechtsextremismus in sozialen Medien, digitale Transformation im Bildungsbereich und in der Erinnerungskultur sowie Antisemitismus- und Rassismuskritik im digitalen Raum.
Schnabel tritt regelmäßig in den Medien auf, um über Themen wie Antisemitismus, Erinnerungskultur und politische Bildung zu sprechen. Ihre Arbeit wurde in Form von Interviews und Beiträgen unter anderem in der FAZ, dem Deutschlandfunk, auf Arte und der Süddeutschen Zeitung rezipiert.

## Auszeichnungen
- bap-Preis Politische Bildung (2022)
- Promotionspreis der Sozial- und Wirtschaftswissenschaftlichen Fakultät Tübingen (2016)
- Young Scholar Best Oral Paper Award (2013)

## Bücher
- Intercultural Competence: Development and Validation of a Theoretical Framework (Dissertation). 2015.
- Code & Vorurteil. Über Künstliche Intelligenz, Rassismus und Antisemitismus. Hrsg. mit Marie-Sophie Adeoso, Eva Berendsen und Leo Fischer. Verbrecher Verlag, Berlin 2024, ISBN 978-3-9573-2589-1.